# Terry Long
Terry A. Long (Tylers Green, 17 novembre 1934 – 19 settembre 2021) è stato un calciatore e allenatore di calcio inglese, di ruolo difensore.

## Caratteristiche tecniche
Era un difensore centrale.

## Carriera

### Giocatore
Dopo aver giocato nelle giovanili di Arsenal e Wycombe firma il suo primo contratto professionistico nel 1955, all'età di 21 anni, con il Crystal Palace, club di terza divisione. Nella sua prima stagione nel club gioca 13 partite, imponendosi invece come titolare nella stagione 1956-1957, in cui gioca tutte e 46 le partite di campionato, segnandovi anche una rete (la sua prima in carriera tra i professionisti). Al termine della stagione 1957-1958 il Crystal Palace viene retrocesso nella neonata Fourth Division (quarta divisione), da cui viene poi promosso al termine della stagione 1960-1961. Long è tra i protagonisti di questa promozione ed anche tra quelli della promozione in seconda divisione conquistata al termine della stagione 1963-1964. Gioca poi in questa categoria fino al termine della stagione 1968-1969, conclusa con la promozione in prima divisione (la prima nella storia del club). Fino al 1964 Long è titolare fisso del club (arriva addirittura a giocare 214 partite consecutive di campionato), mentre negli anni in seconda divisione, pur essendo sostanzialmente ancora titolare, gioca con una frequenza leggermente minore (106 presenze e 4 reti nell'arco di 5 stagioni in questa categoria). L'unica stagione in cui ha un ruolo realmente da comprimario è comunque la 1968-1969, nella quale gioca solamente 2 partite; nella stagione 1969-1970 rimane sotto contratto con il club, con cui ha quindi militato in tutte e 4 le categorie della Football League, giocando di fatto almeno una partita però solo dalla seconda alla quarta divisione.
In 15 anni con il Crystal Palace, che è l'unico club con cui abbia mai giocato in carriera, ha disputato 442 partite nei campionati professionistici inglesi, con 16 gol segnati.

### Allenatore
Subito dopo il ritiro rimane in società con il ruolo di vice allenatore, che ricopre fino al 1973. Lavora poi per un decennio con un ruolo analogo al Millwall, di cui nel 1980 è per un breve periodo anche allenatore ad interim.